# Kurt Bolender
Heinz Kurt Bolender, né le 21 mai 1912 à Duisbourg et mort par suicide le 10 octobre 1966 à Hagen, est un SS-Oberscharführer qui participe activement à l'euthanasie forcée des handicapés mentaux menée par le régime nazi dans le cadre de l'Aktion T4. À partir de 1942, il joue un rôle-clé au centre d'extermination de Sobibór en tant que responsable et opérateur des chambres à gaz.
Après la guerre, en 1961, il est reconnu alors qu'il travaille sous une fausse identité comme portier dans une boîte de nuit. En 1965, il fait partie des accusés du procès de Sobibór et est accusé à titre personnel du meurtre de 360 Juifs et comme complice de celui de 86 000 autres déportés. Il se suicide en prison deux mois avant la fin du procès.

## Début de carrière etAktion T4
Bolender est né le 21 mai 1912 à Duisbourg ; il poursuit sa scolarité jusqu'à seize ans, âge auquel il devient apprenti forgeron. Il s'affilie au parti nazi dans les années 1930.
En 1939, Bolender rejoint les SS-Totenkopfverbände (unités à tête de mort). Il est affecté au programme d'euthanasie forcée des handicapés mentaux et physiques, l'Aktion T4, et travaille successivement dans les centres de mise à mort de Hartheim, Hadamar, Brandebourg et Sonnenstein où les victimes sont assassinées par gazage ou par injection létale. Il est impliqué dans la crémation des cadavres mais aussi dans les essais de procédures de gazage. Durant cette période, il travaille notamment avec Franz Stangl et Christian Wirth.
En 1941-1942, comme d'autres membres du personnel de l'Aktion T4, il est rattaché à une unité d'ambulanciers sur le Front de l'Est.

## Sobibór
Le 22 avril 1942, le SS-Obersturmführer Franz Stangl est nommé commandant du camp d'extermination de Sobibór. Bolender fait partie de ses adjoints directs en raison de leur précédente relation de travail et de l'expérience acquise par Bolender dans le cadre de l'Aktion T4. Bolender est chargé, du début des activités du camp à l'automne 1942, du commandement du camp III soit de la zone où se déroulent les opérations d'extermination et qui comprend notamment les chambres à gaz et les fosses communes. Il est l'un des gardes SS les plus craints du camp.
Bolender est l'un des opérateurs des chambres à gaz comme en témoigne, en 1966, le SS-Scharführer Erich Fuchs, qui travaillait avec lui :

« Environ trente à quarante femmes étaient gazées dans une seule chambre à gaz. Les femmes juives étaient forcées de se déshabiller à l'air libre [...]. et étaient conduites dans les chambres à gaz par des gardes SS et des auxiliaires ukrainiens. Lorsque les femmes étaient enfermées dans la chambre à gaz, Bolender ou moi démarrions le moteur qui produisait les gaz asphyxiants. À peu près dix minutes plus tard, les trente ou quarante femmes étaient mortes. »

Les tâches confiées à Bolender comprennent la surveillance en détail des Juifs travaillant dans le camp III ; selon ses propres mots, « j'assignais les Arbeitsjuden à différents groupes : certains devaient vider les chambres à gaz après la fin du [gazage], d'autres devaient transporter les corps vers les fosses communes ».
Selon un autre témoignage livré en 1966 par un autre garde de Sobibor, le SS-Oberscharführer Erich Bauer, « Bolender était responsable du camp III. Il ordonna à deux travailleurs juifs [Arbeitsjuden] de se livrer à un combat de boxe, et pour son plaisir, il se battirent presque à mort. Bolender avait un grand chien et lorsqu'il surveillait les déportés affectés à la plate-forme [de déchargement des cadavres] il lâchait son chien sur ceux qu'il estimait ne pas travailler assez vite ».
Toujours selon Bauer, Bolender forçait des déportées à le « distraire », ainsi que d'autres gardes SS, au cours d'orgies, avant leur envoi vers les chambres à gaz[réf. nécessaire].
En 1965, Eda Lichtman, une survivante de Sobibór, témoigne sur Bolender et son chien : « Paul Groth et Kurt Bolender prenaient le chien Barry avec eux. Ce chien se promenait tranquillement à leurs côtés sauf lorsque Bolender se tournait vers un déporté et lui demandait : « alors, tu ne veux pas travailler ? » Barry se lançait sur le déporté concerné, lui mordant les chairs et en en arrachant de gros morceaux ».
À l'automne 1942, Bolender devient le commandant de tous les gardes ukrainiens du camp.
Moshe Bahir, un déporté qui a survécu, écrit à son propos : « Il est difficile d'oublier l'Oberscharführer Kurt Bolender, avec son corps  athlétique et ses cheveux longs, qui avait l'habitude de marcher torse nu, seulement vêtu d'un pantalon de training, portant un long fouet avec lequel il frappait brutalement les déportés qu'il croisait. En allant déjeuner, il avait également l'habitude de se rendre à la porte principale du camp et de fouetter des toutes ses forces les déportés qui la passaient. À une reprise, lorsque je travaillais encore au commando de la plate-forme [d'arrivée des déportés], tout le groupe fut accusé de manque de soin  dans le travail, une fenêtre des wagons ayant été laissée ouverte. Chacun d'entre nous fut puni de cent coups de fouet, punition à laquelle Bolender participa activement.  Je le vis plus d'une fois lancer des bébés, des enfants et des malades directement du convoi dans les wagons du trolley qui les conduisait au Lazarett - les fosses communes où ils étaient assassinés, dissimulées en hôpital de campagne -.  Il était celui qui désignait les déportés chargés de ravitailler les travailleurs du camp III ; lorsqu'il lui prenait l'envie de les accompagner, aucun d'entre eux ne revenait une fois la tâche effectuée ».
En décembre 1942, les fonctions de Bolender à Sobibór sont temporairement suspendues en raison de sa condamnation par un tribunal nazi pour avoir suscité un faux témoignage lors de sa procédure de divorce d'avec sa femme. Il est condamné pour ce fait à une courte peine d'emprisonnement qu'il purge au camp de prison de la SS à Cracovie, avant de regagner le personnel de l'opération Reinhard.
En raison de la révolte du 14 octobre 1943 qui précipite l'arrêt de l'opération Reinhard, il ne regagne pas Sobibór mais est affecté au camp de travail de Dorohucza, puis dans la région de Trieste dans le cadre de la lutte contre les partisans italiens. Le 18 janvier 1945, il est décoré de la Croix de fer de seconde classe. Il regagne l'Allemagne à l'approche de la fin du conflit.

## Arrestation et procès
Après-guerre, Bolender se dissimule derrière de fausses identités et ne reprend pas contact avec sa famille ou ses relations et, après un certain temps, il est déclaré décédé. Il travaille comme portier dans différentes brasseries et boîtes de nuit en Allemagne, sous les pseudonymes d'Heinz Brenner ou de Wilhelm Kurt Vahle, notamment au Er- und Siebar et au Hofbräuhaus à Hambourg.
Reconnu en mai 1961, il est immédiatement arrêté ; à son domicile, la police trouve un fouet avec, en argent, les initiales KB, gravées par un déporté, Stanisław Szmajzner, qui a survécu.
En 1965, il fait partie des douze accusés du procès de Sobibór. Bolender y commence par affirmer qu'il n'a jamais été affecté au camp d'extermination de Sobibór, mais bien à la lutte contre les partisans dans la région de Lublin. Lors du contre-interrogatoire, il « craque » et avoue sa présence à Sobibór.
Peu avant la fin du procès, Bolender se suicide par pendaison dans sa cellule, en laissant une note dans laquelle il insiste sur son innocence.